# Onthophagus geminifrons
Onthophagus geminifrons là một loài bọ cánh cứng trong họ Bọ hung (Scarabaeidae).